# Rollo de Villalón de Campos
El rollo de Villalón de Campos es un rollo jurisdiccional de estilo gótico que preside la plaza mayor del municipio terracampino de Villalón de Campos, provincia de Valladolid, España. Es bien de interés cultural con la categoría de monumento desde el 15 de marzo de 1929.

## Historia
De estilo ojival florido y de grandes proporciones, se debe a la iniciativa del conde de Benavente Rodrigo Alonso Pimentel, quien promovió su construcción, que tuvo lugar a principios del siglo XVI. El concejo de la villa dirigió un oficio al cabildo de la catedral de Burgos, en el cual solicitaba que uno de los maestros que trabajaban en las agujas del templo acudiese a Villalón con el objeto de encargarle la construcción de un rollo. El cabildo no solamente mandó a un artista flamenco, sino también la piedra, de la misma clase que la de la catedral, para la ejecución del citado.

## Descripción
Es una gran aguja o un pináculo de los usados en lo alto de los muros de las catedrales góticas, con unos diez metros de elevación. Su planta es cuadrada, de metro y medio de lado, y se alza sobre una escalinata poligonal que le proporciona una elevación del arranque sobre el suelo de más de dos metros. Corresponde dicho monumento al estilo gótico de finales del siglo XV, como lo testifican sus múltiples adornos de follaje y los arquitos de forma conopial. Tiene también medallones orlados más propios del Renacimiento.
No faltan en su decoración las estrías y haces de columnillas, que, para disimular el grueso de los pilares, idearon los constructores de la Edad Media, sobre todo, en su último período; ni las repisas y doseletes, que, para el amparo y sostenimiento de las estatuillas, tanto prodigaron en las arquivoltas de las puertas y en otros sitios. Las gárgolas, que en este monumento no tenían razón de ser, sirven para embellecer su silueta, terminada por cuatro torrecillas agrupadas a la central que se destaca por encima, y dando remate a la obra por un vástago con ramas y hojas de hierro, que pudiera llamarse veleta.